# Frédéric Gaillardet
Théodore Frédéric Gaillardet, född den 7 april 1808 i Tonnerre, död den 12 augusti 1882 i Le Plessis-Bouchard, var en fransk författare.
Gaillardet vann 1832 en process mot Alexandre Dumas den äldre angående författarskapet till teaterpjäsen La Tour de Nesle, begav sig därefter till New York, där han uppsatte tidningen "Courrier des États-unis", men återvände senare till Frankrike. Gaillardet skrev bland annat skådespelet Struensée ou le médecin de la reine (1832) och den romantiserade Mémoires du chevalier d'Éon (1836; ny, mera kritisk upplaga 1866).